# Dobrojutro more
Dobrojutro more: izabrane pjesme, pjesnička je zbirka Josipa Pupačića iz 1992. godine. Predstavlja izbor iz sljedećih zbirki: Kiše pjevaju na jablanima, Mladići, Cvijet izvan sebe, Ustoličenje, Moj križ svejedno gori. Posljednji ciklus iz ostavštine sadrži izbor iz Sabranih pjesama iz 1978. godine. Pjesme je izabrao i priredio Anđelko Novaković.
Prva obuhvaća prva tri ciklusa i motivski je usko vezana uz rodnu Cetinsku krajinu. U zbirci Moj križ svejedno gori smrt je povratak u vječnost i postojanje.